# Cucullia heinrichi
Cucullia heinrichi là một loài bướm đêm trong họ Noctuidae.